# Inductor (genètica)
En biologia molecular, un inductor és una molècula que regula l'expressió d'un gen. Un inductor es pot unir tant a repressors com activadors.
Els inductors tenen la funció de desactivar repressors. Quan un repressor s'uneix a un operador controlant l'expressió d'un determinat gen, aquest pot ser expressat si l'inductor s'uneix al repressor impedint que el repressor s'uneixi a l'operador. La polimerasa d'ARN llavors pot començar a transcriure el gen o l'operó.
Els inductors també es poden unir a activadors. Els activadors generalment s'uneixen feblement a seqüències activadores de l'ADN llevat que un inductor sigui és present. Si l'inductor s'uneix a l'activador, el complex format s'uneix amb més afinitat a la seqüències activadora i activa l'expressió gènica. Si l'inductor és eliminat del sistema, la transcripció s'atura.
Com que l'acció d'una petita molècula inductora és requerida, aquest procés en què l'expressió del gen d'interès augmenta és anomenat inducció. L'operó lac és un exemple de sistema induïble.

## Funció
Les proteïnes repressores s'uneixen a la cadena d'ADN impedint que la polimerasa d'ARN s'hi uneixi i sintetitzi ARNm. Els inductors es lliguen als repressors, causant canvis en la seva forma o estructura impedint-los unir-se a l'ADN. Per tant, permeten que comenci el procés de transcripció fent que tingui lloc l'expressió gènica.
Perquè un gen pugui ser expressat, la seva seqüència d'ADN ha de ser copiada (en un procés anomenat transcripció) per fer una molècula més petita i mòbil anomenada ARN missatger (ARNm), el qual porta les instruccions per sintetitzar una proteïna al corresponent lloc on la síntesi proteïca és portada a terme (en un procés anomenat traducció). Molts tipus diferents de proteïnes poden afectar el nivell d'expressió gènica promovent o impedint la transcripció. En procariotes (com és el cas dels bacteris), aquestes proteïnes sovint actuen en una porció d'ADN anomenada operador que està situada a l'inici del gen. El promotor és on la polimerasa d'ARN, l'enzim que copia la seqüència genètica i sintetitza l'ARNm, s'uneix a la cadena d'ADN.
Algun inductors són modulats per activadors, els quals tenen l'efecte oposat als repressors en l'expressió gènica. Els inductors s'uneixen als activadors, permetent-los unir-se a la cadena d'ADN on promouen transcripció d'ARN.
Els lligands que s'uneixen a proteïnes activadores per desactivar-les no són, en el sentit tècnic, classificats com inductors, perquè tenen l'efecte d'impedir la transcripció.

## Exemples

### Operólac
L'inductor en l'operó lac és l'al·lolactosa. Si la lactosa és present en el medi, llavors una quantitat petita d'aquesta és convertida en al·lolactosa per unes quantes molècules de β-galactosidasa que són presents en la cèl·lula. Aleshores, l'al·lolactosa s'uneix al repressor LacI i en disminueix
l'afinitat per l'operador LacO.
Tanmateix, quan tant la lactosa com la glucosa són presents en el sistema, l'operó lac és inactiu (reprimit). Això és degut al fet que la glucosa impedeix activament la inducció dels gens lacZYA.

### Operó ara
En l'operó ara, l'arabinosa és l'inductor. Aquest operó està regulat per la proteïna repressora AraC. En absència d'arabinosa, el dímer AraC reprimeix l'expressió gènica mitjançant la unió a dos operadors en la seqüència reguladora, araI1 i araO₂, fent que es formi una estructura de llaç en l'ADN, la qual evita que la polimerasa d'ARN s'uneixi al promotor de l'operó ara, evitant d'aquesta manera la transcripció dels gens.
Quan l'arabinosa és present, s'uneix a l'AraC evitant la interacció formació del dímer d'AraC. Això fa que el llaç en l'ADN s'òbriga. Llavors dos complexos AraC-arabinosa s'uneixen als operadors araI1 i araI₂ promovent la transcripció. Quan l'arabinosa és present, la proteïna AraC actua com un activador.